# Igreja Nova Apostólica

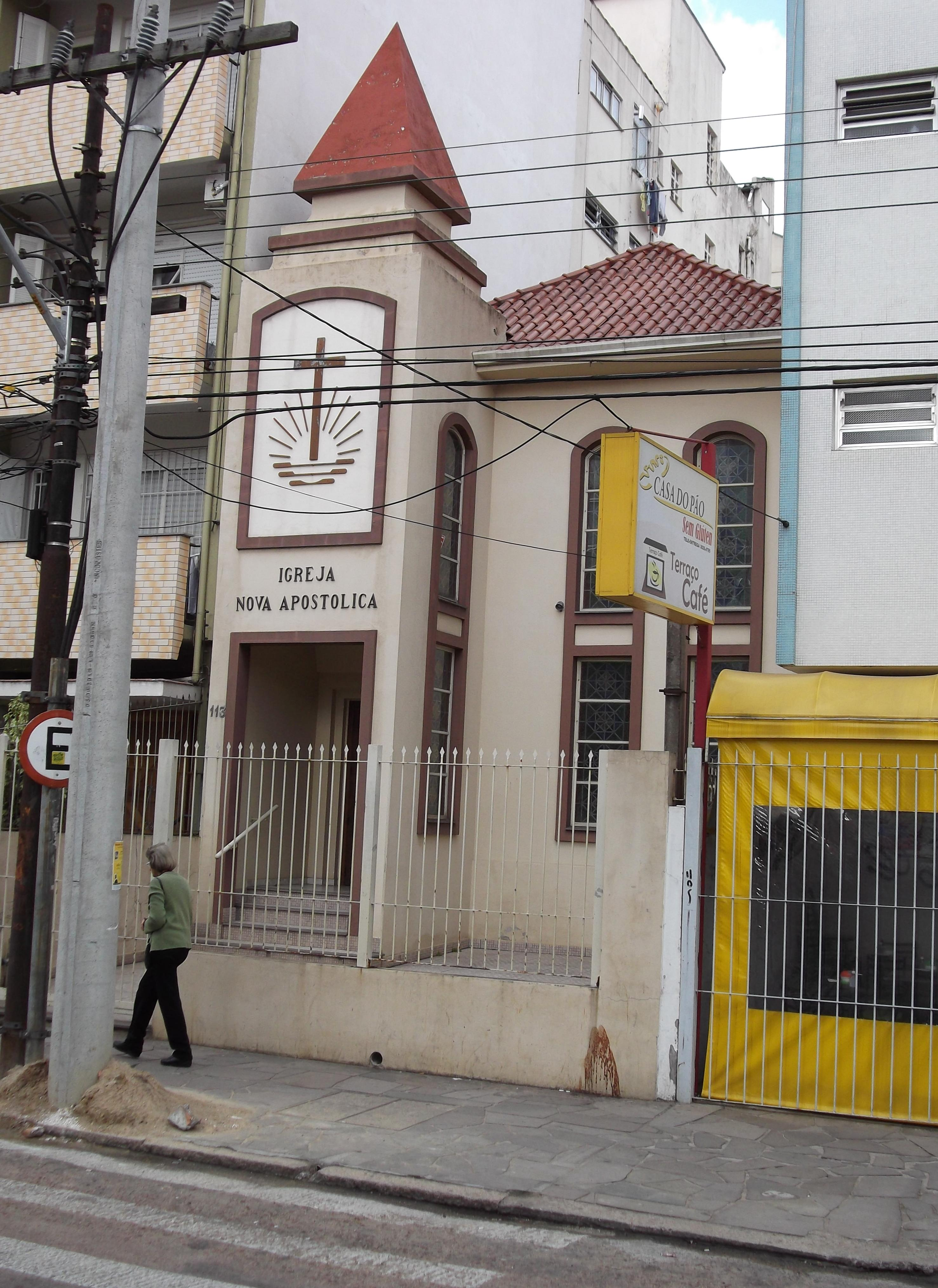
Igreja Nova Apostólica em Porto Alegre.

Igreja Nova Apostólica é uma igreja protestante restauracionista surgida na Alemanha em 1863 de um cisma dentro da comunidade irvingita sobre a ordenação  de novos apóstolos.
Sua sede administrativa encontra-se em Zurique, Suíça, de onde é dirigida pelo seu Apóstolo Maior.

## História
Na década de 1830, o pastor Edward Irving e seus seguidores começaram a orar pelo reavivamento da Igreja Apostólica, vindo a surgir a Catholic Apostolic Church. Através de profecias, apóstolos foram nomeados, fechando o número de doze que organizaram a nova igreja em 1835, em Londres. Em consequência do trabalho missionário dos novos apóstolos, um grupo foi estabelecido na Alemanha em 1848.
O cisma que gerou a Igreja Nova Apostólica aconteceu devido a morte de alguns dos apóstolos da Catholic Apostolic Church. A igreja não permitia que novos apóstolos fossem nomeados, e como a Segunda vinda de Cristo não aconteceu, uma liderança no norte da Alemanha, Heinrich Geyer, pregava que os apóstolos falecidos deveriam ser substituídos e começou a escolher sucessores. Excomungados pela Igreja Católica, os dissidentes organizaram uma nova igreja, a Allgemeine christliche apostolische Mission, que depois adotaria o nome Igreja Nova Apostólica. Geyer não permaneceu na liderança da igreja, sendo suplantado pelo Apóstolo F. W. Schwartz em 1878. Influenciado pelo calvinismo, Schwartz promove algumas mudanças na doutrina da nova igreja, diferenciando-a da igreja original inglesa. Seu sucessor, Fritz Krebs, se nomeou como o primeiro Apóstolo Maior (Stamm-apostel), pondo sua autoridade como a maior sobre os outros apóstolos.
A Igreja Nova Apostólica chegou no Brasil através de imigrantes alemães. Seu primeiro Serviço Divino aconteceu em novembro de 1927 no bairro de Santana em São Paulo. em 1930 receberam a visita do primeiro apóstolo que realizou o primeiro santo selamento. Inauguraram em 1934 a Congregação de Santa Clara, a primeira Igreja Nova Apostólica construída na América do Sul. Durante a Segunda Guerra Mundial, quando o idioma alemão foi proibido no país, os Serviços Divinos passaram a ser em língua portuguesa. Em 2002, as regiões Norte e Sul da Igreja Nova Apostólica no país foram unidas, dando origem à Igreja Nova Apostólica do Brasil, com seu primeiro Apóstolo de Distrito instituído.
Em 2018, só não possuíam congregações no Alagoas, Amapá, Amazonas, Espírito Santo, Rondônia e Tocantins.

## Doutrinas e organização
As congregações da Igreja Nova Apostólica seguem uma hierarquia organizada, chefiada pelo Apóstolo Maior. Além disso, há apóstolos, bispos, anciãos distritais, pastores e evangelistas locais.
Está dividida em distritos, liderados por Apóstolos de Distrito. Os distritos são formados por uma certa quantidade de congregações. Segundo os dados da igreja, existem mais de 55 mil congregações em todo o mundo, com 9,38 milhões de membros, dos quais 86% vivem no continente africano. É servida por 240 mil ministros sob a liderança de 358 apóstolos.
A Igreja Nova Apostólica possui três sacramentos: Santo Batismo, Santo Selamento (imposição das mãos por parte de um apóstolo) e Santa Ceia.